# Kypello Ellados 2015-2016
La Coppa di Grecia 2015-2016 è stata la 74ª edizione del torneo. La competizione è iniziata il 4 settembre 2015 ed è terminata il 17 maggio 2016. La competizione era stata inizialmente annullata  in seguito agli scontri avvenuti tra i tifosi del PAOK e la polizia durante la semifinale di andata contro l'Olympiacos, successivamente completata su sollecitazione dell'UEFA che ha minacciato l'esclusione di tutte le squadre greche dalle competizioni europee. L'AEK Atene ha vinto il trofeo per la quindicesima volta, battendo in finale l'Olympiacos.

## Turno preliminare
| Squadra 1         | Totale | Squadra 2 | Andata | Ritorno |
| ----------------- | ------ | --------- | ------ | ------- |
| Agrotikos Asteras | 0 - 2  | Kallithea | 0 - 0  | 0 - 2   |
| Acharnaïkos       | 1 - 0  | Trikala   | 1 - 0  | 0 - 0   |

## Fase a gironi
| Gruppo | 1ª fascia        | 2ª fascia    | 3ª fascia     | 4ª fascia           |
| ------ | ---------------- | ------------ | ------------- | ------------------- |
| A      | PAS Giannina     | Īraklīs      | Acharnaïkos   | Anagennīsī Karditsa |
| B      | Panaitōlikos     | Paniōnios    | Ergotelīs     | Zakynthos           |
| C      | PAOK             | Panthrakikos | AO Chania     | Olympiakos Volos    |
| D      | Panathīnaïkos    | Levadeiakos  | Panachaïkī    | Kerkyra             |
| E      | Olympiacos       | Platanias    | Panaigialeios | Apollōn Smyrnīs     |
| F      | Atromītos        | GAS Veria    | Lamia         | Kallithea           |
| G      | Skoda Xanthi     | AEK Atene    | Larissa       | Panelefsiniakos     |
| H      | Asteras Tripolīs | Kallonī      | Kissamikos    | Panserraïkos        |

### Gruppo A
| Squadra             | P.ti | G | V | N | P | GF | GS | DR |
| ------------------- | ---- | - | - | - | - | -- | -- | -- |
| Īraklīs             | 7    | 3 | 2 | 1 | 0 | 7  | 1  | +6 |
| PAS Giannina        | 5    | 3 | 1 | 2 | 0 | 3  | 2  | +1 |
| Acharnaïkos         | 3    | 3 | 1 | 0 | 2 | 2  | 4  | -2 |
| Anagennīsī Karditsa | 1    | 3 | 0 | 1 | 2 | 0  | 5  | -5 |

| 1ª giornata         |     |                     |
| Anagennīsī Karditsa | 0-1 | Acharnaïkos         |
| PAS Giannina        | 1-1 | Īraklīs             |
| 2ª giornata         |     |                     |
| Acharnaïkos         | 1-2 | PAS Giannina        |
| Īraklīs             | 4-0 | Anagennīsī Karditsa |
| 3ª giornata         |     |                     |
| Acharnaïkos         | 0-2 | Īraklīs             |
| Anagennīsī Karditsa | 0-0 | PAS Giannina        |

### Gruppo B
| Squadra      | P.ti | G | V | N | P | GF | GS | DR |
| ------------ | ---- | - | - | - | - | -- | -- | -- |
| Paniōnios    | 9    | 3 | 3 | 0 | 0 | 5  | 2  | +3 |
| Ergotelīs    | 4    | 3 | 1 | 1 | 1 | 6  | 6  | 0  |
| Zakynthos    | 4    | 3 | 1 | 1 | 1 | 3  | 3  | 0  |
| Panaitōlikos | 0    | 3 | 0 | 0 | 3 | 3  | 6  | -3 |

| 1ª giornata  |     |              |
| Panaitōlikos | 1-2 | Paniōnios    |
| Zakynthos    | 2-2 | Ergotelīs    |
| 2ª giornata  |     |              |
| Ergotelīs    | 3-2 | Panaitōlikos |
| Paniōnios    | 1-0 | Zakynthos    |
| 3ª giornata  |     |              |
| Ergotelīs    | 1-2 | Paniōnios    |
| Zakynthos    | 1-0 | Panaitōlikos |

### Gruppo C
| Squadra          | P.ti | G | V | N | P | GF | GS2 | DR |
| ---------------- | ---- | - | - | - | - | -- | --- | -- |
| PAOK             | 7    | 3 | 2 | 1 | 0 | 9  | 3   | +6 |
| AO Chania        | 4    | 3 | 1 | 1 | 1 | 6  | 9   | -3 |
| Panthrakikos     | 4    | 3 | 1 | 1 | 1 | 3  | 4   | -1 |
| Olympiakos Volos | 1    | 3 | 0 | 1 | 2 | 2  | 4   | -2 |

| 1ª giornata      |     |                  |
| Olympiakos Volos | 1-2 | AO Chania        |
| PAOK             | 2-0 | Panthrakikos     |
| 2ª giornata      |     |                  |
| AO Chania        | 2-6 | PAOK             |
| Panthrakikos     | 1-0 | Olympiakos Volos |
| 3ª giornata      |     |                  |
| AO Chania        | 2-2 | Panthrakikos     |
| Olympiakos Volos | 1-1 | PAOK             |

### Gruppo D
| Squadra       | P.ti | G | V | N | P | GF | GS | DR |
| ------------- | ---- | - | - | - | - | -- | -- | -- |
| Panathīnaïkos | 7    | 3 | 2 | 1 | 0 | 6  | 2  | +4 |
| Levadeiakos   | 6    | 3 | 2 | 0 | 1 | 6  | 4  | +2 |
| Kerkyra       | 2    | 3 | 0 | 2 | 1 | 2  | 4  | -2 |
| Panachaïkī    | 1    | 3 | 0 | 1 | 2 | 3  | 7  | -4 |

| 1ª giornata   |     |               |
| Kerkyra       | 1-1 | Panachaïkī    |
| Panathīnaïkos | 3-0 | Levadeiakos   |
| 2ª giornata   |     |               |
| Levadeiakos   | 2-0 | Kerkyra       |
| Panachaïkī    | 1-2 | Panathīnaïkos |
| 3ª giornata   |     |               |
| Kerkyra       | 1-1 | Panathīnaïkos |
| Panachaïkī    | 1-4 | Levadeiakos   |

### Gruppo E
| Squadra         | P.ti | G | V | N | P | GF | GS | DR |
| --------------- | ---- | - | - | - | - | -- | -- | -- |
| Olympiacos      | 7    | 3 | 2 | 1 | 0 | 8  | 3  | +5 |
| Platanias       | 4    | 3 | 1 | 1 | 1 | 5  | 4  | +1 |
| Apollōn Smyrnīs | 3    | 3 | 1 | 0 | 2 | 5  | 6  | -1 |
| Panaigialeios   | 3    | 3 | 1 | 0 | 2 | 2  | 7  | -5 |

| 1ª giornata     |     |                 |
| Apollōn Smyrnīs | 3-1 | Panaigialeios   |
| Olympiacos      | 2-2 | Platanias       |
| 2ª giornata     |     |                 |
| Panaigialeios   | 0-4 | Olympiacos      |
| Platanias       | 3-1 | Apollōn Smyrnīs |
| 3ª giornata     |     |                 |
| Apollōn Smyrnīs | 1-2 | Olympiacos      |
| Panaigialeios   | 1-0 | Platanias       |

### Gruppo F
| Squadra   | P.ti | G | V | N | P | GF | GS | DR |
| --------- | ---- | - | - | - | - | -- | -- | -- |
| Atromītos | 7    | 3 | 2 | 1 | 0 | 8  | 4  | +4 |
| GAS Veria | 7    | 3 | 2 | 1 | 0 | 4  | 2  | +2 |
| Kallithea | 3    | 3 | 1 | 0 | 2 | 4  | 6  | -2 |
| Lamia     | 0    | 3 | 0 | 0 | 3 | 1  | 5  | -4 |

| 1ª giornata |     |           |
| Atromītos   | 2-2 | GAS Veria |
| Kallithea   | 2-1 | Lamia     |
| 2ª giornata |     |           |
| Lamia       | 0-2 | Atromītos |
| GAS Veria   | 1-0 | Kallithea |
| 3ª giornata |     |           |
| Kallithea   | 2-4 | Atromītos |
| Lamia       | 0-1 | GAS Veria |

### Gruppo G
| Squadra         | P.ti | G | V | N | P | GF | GS | DR  |
| --------------- | ---- | - | - | - | - | -- | -- | --- |
| AEK Atene       | 9    | 3 | 3 | 0 | 0 | 12 | 0  | +12 |
| Larissa         | 6    | 3 | 2 | 0 | 1 | 5  | 6  | -1  |
| Skoda Xanthi    | 3    | 3 | 1 | 0 | 2 | 5  | 2  | +3  |
| Panelefsiniakos | 0    | 3 | 0 | 0 | 3 | 1  | 15 | -14 |

| 1ª giornata     |     |                 |
| Panelefsiniakos | 1-4 | Larissa         |
| Skoda Xanthi    | 0-1 | AEK Atene       |
| 2ª giornata     |     |                 |
| AEK Atene       | 6-0 | Panelefsiniakos |
| Larissa         | 1-0 | Skoda Xanthi    |
| 3ª giornata     |     |                 |
| Larissa         | 0-5 | AEK Atene       |
| Panelefsiniakos | 0-5 | Skoda Xanthi    |

### Gruppo H
| Squadra          | P.ti | G | V | N | P | GF | GS | DR |
| ---------------- | ---- | - | - | - | - | -- | -- | -- |
| Asteras Tripolīs | 9    | 3 | 3 | 0 | 0 | 8  | 1  | +7 |
| Kallonī          | 6    | 3 | 2 | 0 | 1 | 4  | 6  | -2 |
| Panserraïkos     | 1    | 3 | 0 | 1 | 2 | 1  | 3  | -2 |
| Kissamikos       | 1    | 3 | 0 | 1 | 2 | 2  | 5  | -3 |

| 1ª giornata      |     |                  |
| Asteras Tripolīs | 4-0 | Kallonī          |
| Panserraïkos     | 0-0 | Kissamikos       |
| 2ª giornata      |     |                  |
| Kallonī          | 2-1 | Panserraïkos     |
| Kissamikos       | 1-3 | Asteras Tripolīs |
| 3ª giornata      |     |                  |
| Kissamikos       | 1-2 | Kallonī          |
| Panserraïkos     | 0-1 | Asteras Tripolīs |

## Ottavi di finale
| Squadra 1    | Totale      | Squadra 2        | Andata | Ritorno |
| ------------ | ----------- | ---------------- | ------ | ------- |
| Ergotelīs    | 0 - 2       | Paniōnios        | 0 - 1  | 0 - 1   |
| Platanias    | 1 - 2       | Atromītos        | 0 - 0  | 1 - 2   |
| AO Chania    | 1 - 10      | Olympiacos       | 1 - 4  | 0 - 6   |
| PAS Giannina | 2 - 2 (gfc) | Panathīnaïkos    | 1 - 2  | 1 - 0   |
| Levadeiakos  | 0 - 3       | AEK Atene        | 0 - 1  | 0 - 2   |
| Larissa      | 0 - 6       | Asteras Tripolīs | 0 - 3  | 0 - 3   |
| Kallonī      | 2 - 4       | PAOK             | 2 - 1  | 0 - 3   |
| GAS Veria    | 0 - 2       | Īraklīs          | 0 - 1  | 0 - 1   |

## Quarti di finale
| Squadra 1     | Totale      | Squadra 2        | Andata | Ritorno |
| ------------- | ----------- | ---------------- | ------ | ------- |
| Olympiacos    | 6 - 1       | Asteras Tripolīs | 5 - 0  | 1 - 1   |
| Paniōnios     | 1 - 1 (gfc) | PAOK             | 1 - 1  | 0 - 0   |
| AEK Atene     | 5 - 1       | Īraklīs          | 4 - 1  | 1 - 0   |
| Panathīnaïkos | 0 - 1       | Atromītos        | 0 - 0  | 0 - 1   |

## Semifinali
| Squadra 1 | Totale | Squadra 2  | Andata | Ritorno |
| --------- | ------ | ---------- | ------ | ------- |
| AEK Atene | 2 - 1  | Atromītos  | 1 - 0  | 1 - 1   |
| PAOK      | 0 - 6  | Olympiacos | 0 - 3  | 0 - 3   |

## Finale
| Arbitro: | Sidīropoulos (Dodecaneso) |

|               |           |                           |
| Domínguez 85’ | Marcatori | 38’ Mantalos 51’ Djebbour |